# LARC-5
LARC-5 (Lighter, Amphibious Resupply, Cargo, 5 ton) (рус. Лёгкий, Амфибийный снабженческий, Грузовой, 5 тонн) — американская грузовая машина-амфибия. Производилась в 1950-х годах и по сей день используется в разных странах мира в различных вспомогательных операциях.
Машина была разработана по заказу армии США, которая нуждалась в грузовой машине, способной доставлять грузы с кораблей на берег, а затем транспортировать их вглубь суши для снабжения наземных баз.

## История
Лёгкая амфибия LARC-5 была разработана в 1958 году фирмой Ingersoll Kalamazoo, отделением корпорации BorgWarner, для замены DUKW-353. Испытания опытных образцов, построенных в Каламазу, были проведены в 1959—1960 гг., а серийным выпуском занималась фирма Adams, отделение компании LeTourneau-Westinghouse. Позже его передали фирме Consolidated Diesel Electric Company. С 1962 по 1968 год было построено 950 машин.
Машина оснащалась 12,9-литровым дизельным двигателем Cummins мощностью 270 л. с., размещённым в корме, и гидромеханической коробкой передач, от которой крутящий момент передавался на центральную 2-ступенчатую раздаточную коробку с дифференциалом, и далее — бортовыми карданными валами на планетарные редукторы всех колёс и на гребной винт. Односкатные колёса были снабжены бескамерными шинами низкого давления размером 18.00х25.

## Технические характеристики
- Запас хода: 400 км (250 миль)
- Двигатель: один дизельный двигатель Cummins V-8 мощностью 270 л.с.
- преодолеваемая стенка 0,5 м;
- преодоление рвов не предполагается.

## Страны-эксплуатанты
Аргентина
- Военно-морские силы Аргентины
  - Морская пехота Аргентины

 США
- Военно-морские силы США
  - Beachmaster Unit One
  - Beachmaster Unit Two

 Австралия
- Австралийская армия

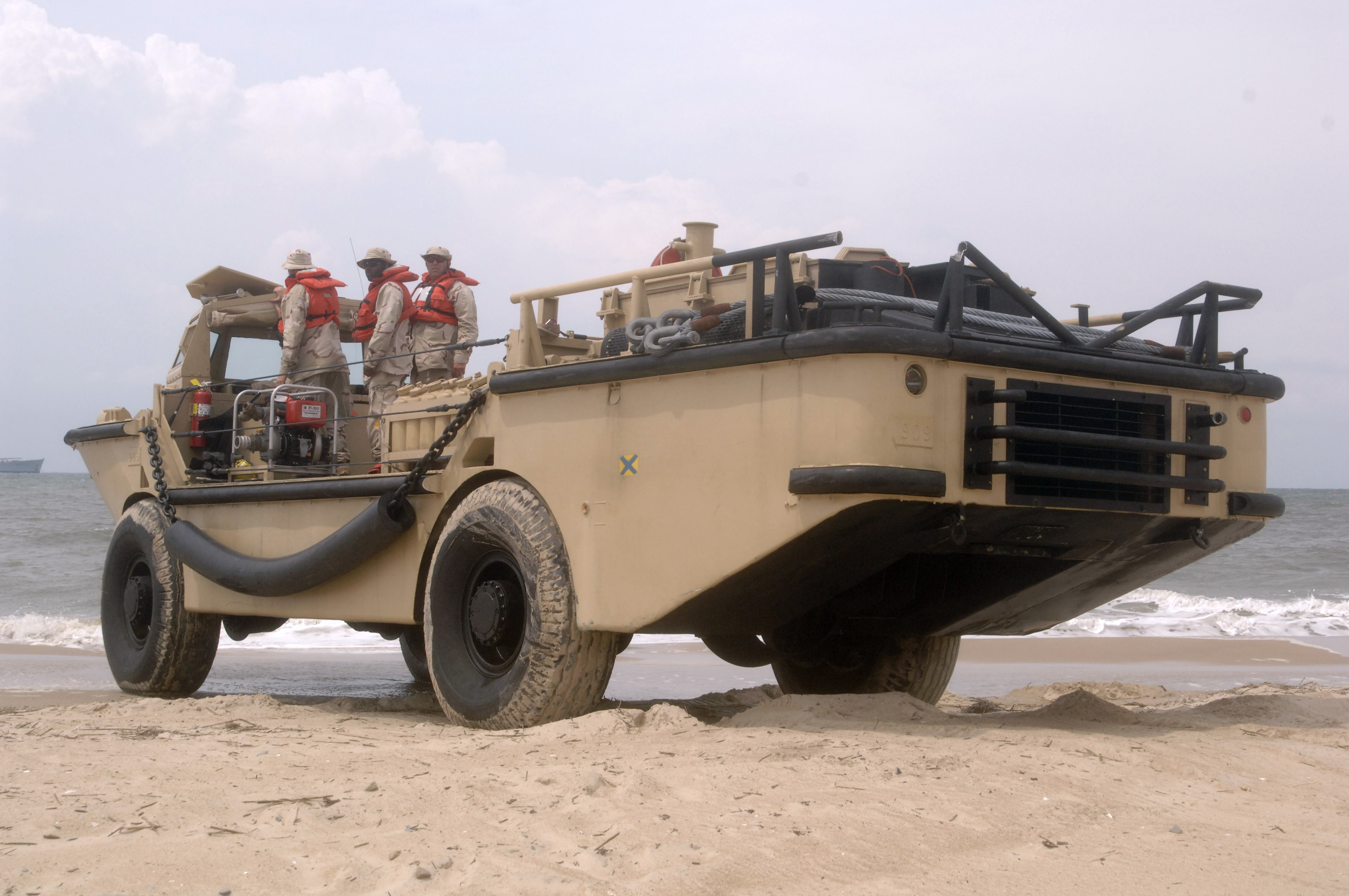

  - Royal Australian Corps of Transport

 Филиппины
- Морская пехота Филиппин

 Португалия
- Морская пехота Португалии

## Внешние ссылки
- LARC-V